# Momentum (matematika)
A valószínűségszámításban egy valószínűségi változó momentumai több, a változó eloszlását jellemző számértéket is takarnak. Általánosan az X valószínűségi változó k-adik momentuma bármely k pozitív egész szám esetén az E(Xk) által felvett értékként határozható meg (feltéve, hogy ez az érték létezik), ahol E(X) az X várható értékét jelöli.
Az X valószínűségi változó k-adik momentumának jelölését tekintve a szakirodalom nem egységes. Sok esetben – a várható értéktől, szórástól, ferdeségtől vagy lapultságtól eltérően – nem szoktak külön jelölést bevezetni, hanem kiírják az E(Xk)-t. Találkozhatunk helyenként a μk = E(Xk) jelöléssel, más könyvekben viszont a μk a centrális momentumot jelöli.
Az eloszlásfüggvényt momentumainak sorozata meghatározza, amennyiben a momentumgeneráló függvény konvergens. Az előre megadott momentumokkal bíró eloszlás meghatározása a momentumprobléma, ami fontos a technikai mechanikában.
Vannak eloszlások, amelyeknek csak véges sok momentuma létezik. Ide tartoznak a t-eloszlások, amelyeknek csak olyan rendű momentumai vannak, amelyek kisebbek a szabadsági fokánál. Speciálisan, a Cauchy-eloszlás esetén már első momentum, a várható érték sincs; ugyanez a helyzet a Lévy-eloszlással.

## Definíció
Legyen {\displaystyle X} valószínűségi változó, és {\displaystyle k} természetes szám. Ekkor {\displaystyle X} {\displaystyle k}-adrendű momentuma vagy {\displaystyle k}-adik momentuma {\displaystyle X} {\displaystyle k}‑-adik hatványának várható értéke, feltéve, hogy az létezik:
{\displaystyle m_{k}:=\operatorname {E} \left(X^{k}\right),}
{\displaystyle X} {\displaystyle k}-adik abszolút momentuma az {\displaystyle |X|} abszolútérték {\displaystyle k}-adik hatványának várható értéke:
{\displaystyle M_{k}:=\operatorname {E} \left(\left|X\right|^{k}\right).}
Elméleti vizsgálatokban a {\displaystyle k} nem feltétlenül egész, ilyenkor {\displaystyle \kappa }-val jelölik.
Bizonyos rendű momentumok létezése az egész eloszlást jellemzi általánosan.
Az első momentum a várható érték. Gyakori jelölése: {\displaystyle \mu }, és az eloszlás középértékének tekinthető.

## Valós valószínűségi változó momentumai
Legyen {\displaystyle X} az {\displaystyle (\Omega ,\Sigma ,P)} valószínűségi mezőn értelmezve és eloszlásfüggvénye {\displaystyle F_{X}(x)=P(X\leq x)}. Ekkor a momentumok kifejezhetők Stieltjes-integrállal a várható érték definíciója alapján:
{\displaystyle m_{k}=\int \limits _{-\infty }^{\infty }x^{k}\,\mathrm {d} F_{X}(x)}.
Ha {\displaystyle X} abszolút folytonos valószínűségi változó, és sűrűségfüggvénye {\displaystyle f_{X}}, akkor:
{\displaystyle m_{k}=\int \limits _{-\infty }^{\infty }x^{k}f_{X}(x)\,\mathrm {d} x},
Diszkrét valószínűségi változó esetén, aminek értékei {\displaystyle x_{i}} és valószínűségei {\displaystyle p_{i}=P(X=x_{i})}:
{\displaystyle m_{k}=\sum _{i=1}^{\infty }x_{i}^{k}\cdot p_{i}}.
A {\displaystyle P} valószínégi mérték szerinti Lebesgue-integrállal ezek egységesen:
{\displaystyle m_{k}=\int _{\Omega }X^{k}\,\mathrm {d} P}.

## Centrális momentumok
A fent definiált momentumok mellett centrális momentumokat is értelmeznek, amelyek figyelembe veszik a várható értéket is. 
{\displaystyle \mu _{k}:=\operatorname {E} \left(\left(X-\mu \right)^{k}\right)}
és
{\displaystyle {\bar {\mu }}_{k}:=\operatorname {E} \left(\left|X-\mu \right|^{k}\right).}
Az első abszolút centrális momentum a standard abszolút eltérés:
{\displaystyle {\bar {\mu }}_{1}:=\operatorname {E} \left(\left|X-\mu \right|\right).}
A második centrális momentum a szórásnégyzet: 
{\displaystyle \mu _{2}=\operatorname {E} \left(\left(X-\mu \right)^{2}\right)}
A harmadikból és a negyedikből számítják a ferdeséget és a lapultságot. A ferdeség a szimmetrikustól való eltérést, a lapultság az eloszlás alakját jellemzi. Magasabb momentumoknak is nevezik őket.

## Momentumok, karakterisztikus függvény és kumulánsok
A karakterisztikus függvény képletének többszörös deriválásával kifejezhetjük a közönséges momentumokat a karakterisztikus függvénnyel
{\displaystyle \operatorname {E} (X^{k})={\frac {\varphi _{X}^{(k)}(0)}{i^{k}}}\quad (k=1,2,\dots )}
A momentumgeneráló függvényből is  megkaphatók a momentumok.
A {\displaystyle k}-adik momentum kifejezhető az első {\displaystyle k} kumuláns {\displaystyle \kappa _{1},\dots ,\kappa _{k}} polinomjaként. Ez éppen a {\displaystyle B_{k}} {\displaystyle k}-adik teljes Bell-polinom:
{\displaystyle m_{k}=B_{k}(\kappa _{1},\dots ,\kappa _{k})}.

## Markov-egyenlőtlenség
A momentumok jelentőségét a Markov-egyenlőtlenség világítja meg:
Ha az {\displaystyle X} valószínűségi változónak létezik a {\displaystyle k}-adik {\displaystyle M_{k}} abszolút momentuma, akkor 
{\displaystyle P(|X|\geq x)\leq {\frac {M_{k}}{x^{k}}}},
ami a nagy abszolút értékű értékekről tesz kijelentést. Speciálisan, ha {\displaystyle k=2}, akkor a becslés a szórásnégyzetről szól:
{\displaystyle P(|X-\operatorname {E} (X)|\geq x)\leq {\frac {\sigma ^{2}}{x^{2}}}},
a Csebisev-egyenlőtlenség, ami a nagy eltéréseket becsli.

## Közös momentumok
A momentum fogalma kiterjeszthető több valószínűségi változó esetére. Ha {\displaystyle X} és {\displaystyle Y} valószínűségi változó, akkor közös momentumaik
{\displaystyle m_{k\ell }=\operatorname {E} \left(X^{k}Y^{\ell }\right)=\int _{-\infty }^{\infty }\int _{-\infty }^{\infty }x^{k}y^{\ell }f_{XY}(x,y)\,\mathrm {d} x\mathrm {d} y}
ahol {\displaystyle f_{XY}} közös sűrűségfüggvény.
A centrális közös momentumok hasonlóan definiálhatók:
{\displaystyle \mu _{k\ell }=\operatorname {E} \left((X-\operatorname {E} (X))^{k}(Y-\operatorname {E} (Y))^{\ell }\right)}.
Ahol {\displaystyle \mu _{11}} az {\displaystyle X} és {\displaystyle Y} kovarianciája.

## Számítás
A momentumok számításához a first-order second-moment eljárás ad közelítő eredményt.

## További momentumok
A valószínűségszámításban és a matematikai statisztikában más momentumok is előfordulnak, ezek közül a legfontosabbak:
- abszolút momentum
- centrális momentum
- abszolút centrális momentum
- faktoriális momentum

A momentum speciális esete a kezdeti momentum, melyet a centrális momentum definiálása kapcsán szoktak bevezetni.

## Fordítás
Ez a szócikk részben vagy egészben  a   Moment (Stochastik) című német Wikipédia-szócikk fordításán alapul.  Az eredeti cikk szerkesztőit annak laptörténete sorolja fel. Ez a jelzés csupán a megfogalmazás eredetét és a szerzői jogokat jelzi, nem szolgál a cikkben szereplő információk forrásmegjelöléseként.